# Petra Zindler
Pour les articles homonymes, voir Zindler.
Petra Zindler, née le 11 février 1966 à Cologne, est une nageuse ouest-allemande.

## Biographie
Petra Zindler remporte une médaille d'argent en relais 4 × 200 mètres nage libre ainsi qu'une médaille de bronze en 400 mètres quatre nages aux championnats d'Europe 1983 à Rome. Aux Jeux olympiques d'été de 1984 à Los Angeles, Petra Zindler est médaillée de bronze sur 400 mètres quatre nages. Elle est ensuite médaillée de bronze en 200 mètres papillon aux championnats d'Europe 1985 à Sofia.